# Fairchild Channel F

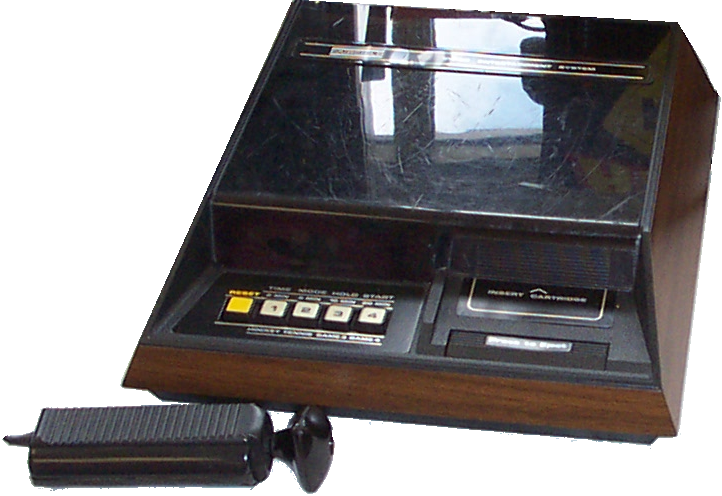
Fairchild Channel F.

Fairchild Channel F es una consola de videojuegos publicada por Fairchild Semiconductor en agosto de 1976, su precio de ventas fue de $169.95. Inicialmente fue titulado VES (Sistema de Entretenimiento de Video), pero cuando se lanzó el Atari VCS, el año siguiente, se le cambió el nombre a Fairchild.
Fue la primera videoconsola con un microprocesador y que utilizara cartuchos, o ROMs.

## La consola
Los circuitos de la Channel F fueron diseñados por Jerry Lawson utilizando la CPU de Fairchild F8, la primera aparición pública de este procesador. El F8 era muy complejo en comparación con los circuitos integrados de la época, y tenía más entradas y salidas que cualquier otro chip del momento. El F8 tuvo que ser fabricado como un par de chips utilizados conjuntamente para formar una CPU, debido a que no se disponían de chips con suficientes conexiones.
Lawson trabajó con Nick Talesfore y Ron Smith. Siendo mánager de Diseño Industrial, Talesfore fue el responsable de diseñar los mandos, la consola y los cartuchos de los videojuegos. Smith fue el responsable de la mecánica interna de los cartuchos y los mandos. Todos ellos trabajaron bajo el mando de Wilf Corigan, jefe de Fairchild Semiconductor, una división de Fairchild Camera & Instrument.

La paleta de colores de la Channel F

 Los gráficos eran bastante básicos para los estándares modernos. La Channel F solo era capaz de utilizar un plano de gráficos y uno de los cuatro colores posibles por línea, (rojo, verde y azul) que incluían el blanco si el fondo era negro. La resolución era de 128 x 64 píxeles con unos 102 x 58 visibles, además, la memoria RAM era de 64 bytes, la mitad que en la Atari 2600. El procesador de la F8 fue el primero, en la historia de las videoconsolas, en ser capaz de reproducir una IA lo suficientemente compleja para permitir partidas Jugador contra Máquina. Todas las anteriores requerían que ambos oponentes fuesen jugadores humanos.
Una de las características únicas de esta consola es el botón 'hold' ('mantener' en castellano), que permitía al jugador pausar la partida y cambiar el tiempo o la velocidad de juego. En la consola original, el sonido se reproducía a través de un altavoz interno, en lugar de a través de los propios de la TV. Sin embargo, la System II cambió esto para reproducirlo a través de la TV.

## Periféricos
Los controladores eran joystick sin una base. El cuerpo del joystick era largo y tenía un control con una forma triangular en la parte superior, esta parte era la que se podía mover en hasta ocho direcciones. Solía ser usado como un joystick y también podía girarse además de poder pulsarse como botón de disparo. El primero modelo contenía un pequeño compartimento para guardar los joysticks cuando se trasladaba.
El sistema II ofrecía unos controladores desmontables y tenía 2 huevos en la parte posterior para guardar los cables alrededor y guardar el controlador en él. Zircon más tarde ofrecía un mando especial que contenía un botón extra de acción en la parte frontal. Fue vendido por Zircon como “Channel F Jet-Stick” en una cartas firmadas a los usuarios registrados antes de Navidad de 1982.  Ellos también lo vendieron como un controlador compatible con Atari llamado “Video Command”, en un primer momento anunciado sin el botón de acción extra.
Antes  de esto, solo las palancas y joystick al ser presionados actuaban como botón de acción; las opciones de mover la palanca y girar el joystick nunca fueron utilizadas para nada.

## Juegos
Veintisiete cartuchos, denominados 'Videocarts', fueron lanzados oficialmente a los consumidores en los Estados Unidos durante la propiedad de Fairchild y Zircon, los primeros veintiuno fueron lanzados por Fairchild. Varios de estos cartuchos podían jugar más de un juego y tenían un precio típico de $ 19.95. Los Videocarts eran amarillos y aproximadamente del tamaño y la textura general de un cartucho de 8 pistas . Por lo general, presentaban obras de arte de etiquetas coloridas. La obra de arte anterior fue creada por el artista conocido a nivel nacional Tom Kamifuji y el arte dirigido por Nick Talesfore. La consola contuvo dos juegos incorporados, tenis y Hockey, que eran ambos avanzados clones de pong. En Hockey, la barra reflectante podría cambiarse a diagonales girando el control, y podría moverse por todo el campo de juego. El tenis se parecía mucho al Pong original.
Un folleto de ventas de 1978 enumeró 'Keyboard Videocarts' para la venta. Los tres que se mostraron fueron K-1 Casino Poker, K-2 Space Odyssey y K-3 Pro-Football. Estos estaban destinados a usar el accesorio de teclado. Todos los folletos posteriores, publicados después de que Zircon se hiciera cargo de Fairchild, nunca incluyeron este accesorio ni nada llamado Keyboard Videocart.
Hubo un cartucho adicional lanzado con el número de Videocart-51 y simplemente titulado 'Demo 1'. Este Videocart se mostró en un folleto de venta único publicado poco después de que Zircon adquirió la compañía. Nunca se puso a la venta después de este folleto único que se utilizó en el invierno de 1979.

### juegos
| Título                                                             | Desarrollador | editor    | año        | Género             |
| ------------------------------------------------------------------ | ------------- | --------- | ---------- | ------------------ |
| Democart                                                           | Fairchild     | Fairchild | Sep 1977   | Deportes           |
| Hockey (Integrated)                                                | Fairchild     | Fairchild | 1976       | Acción             |
| Tennis (Integrated)                                                | Fairchild     | Fairchild | 1976       | Acción             |
| Videocart-01: Tic-Tac-Toe, Shooting Gallery, Doodle, Quadra-Doodle | Fairchild     | Fairchild | 12-31-1976 | Trivia             |
| Videocart-02: Desert Fox, Shooting Gallery                         | Fairchild     | Fairchild | 12-31-1976 | Acción, Shooter    |
| Videocart-03: Video Blackjack                                      | Fairchild     | Fairchild | 12-31-1976 | Casino             |
| Videocart-04: Spitfire                                             | Fairchild     | Fairchild | 12-31-1977 | Acción, Shooter    |
| Videocart-05: Space War                                            | Fairchild     | Fairchild | 12-31-1977 | Acción, Shooter    |
| Videocart-06: Math Quiz I (Addition & Subtraction)                 | Fairchild     | Fairchild | 12-31-1977 | Educativo          |
| Videocart-07: Math Quiz II (Multiplication & Division)             | Fairchild     | Fairchild | 12-31-1977 | Educativo          |
| Videocart-08: Magic Numbers (Mind Reader & Nim)                    | Fairchild     | Fairchild | 12-31-1977 | Trivia             |
| Videocart-09: Drag Race / Drag Strip                               | Fairchild     | Fairchild | 12-31-1976 | Carrera            |
| Videocart-10: Maze (Jailbreak, Blind man's bluff, Trailblazer)     | Fairchild     | Fairchild | 12-31-1977 | laberinto          |
| Videocart-11: Backgammon, Acey-Deucey                              | Fairchild     | Fairchild | 12-31-1977 | Trivia             |
| Videocart-12: Baseball                                             | Fairchild     | Fairchild | 12-31-1977 | Deportes           |
| Videocart-13: Robot War/Torpedo Alley                              | Fairchild     | Fairchild | 12-31-1977 | Plataforma, Acción |
| Videocart-14: Sonar Search                                         | Fairchild     | Fairchild | 12-31-1977 | Strategy           |
| Videocart-15: Memory Match                                         | Fairchild     | Fairchild | 12-31-1978 | Puzzle             |
| Videocart-16: Dodge' It                                            | Fairchild     | Fairchild | 12-31-1978 | Plataforma, Acción |
| Videocart-17: Pinball Challenge                                    | Fairchild     | Fairchild | 12-31-1978 | Pinball            |
| Videocart-18: Hangman                                              | Fairchild     | Fairchild | 12-31-1978 | Puzzle             |
| Videocart-19: Checkers                                             | Fairchild     | Fairchild | 12-31-1980 | Trivia             |
| Videocart-20: Video Whizball                                       | Fairchild     | Fairchild | 12-31-1978 | Miscellaneous      |
| Videocart-21: Bowling                                              | Fairchild     | Fairchild | 12-31-1978 | Deportes           |
| Videocart-22: Slot Machine                                         | Fairchild     | Fairchild | 12-31-1980 | Casino             |
| Videocart-23: Galactic Space Wars                                  | Fairchild     | Fairchild | 12-31-1980 | Acción, Shooter    |
| Videocart-24: Pro Football                                         | Fairchild     | Fairchild | 12-31-1981 | Deportes           |
| Videocart-25: Casino Poker                                         | Fairchild     | Zircon    | 12-31-1980 | Casino             |
| Videocart-26: Alien Invasion                                       | Fairchild     | Zircon    | 12-31-1981 | Acción, Shooter    |

Carros enumerados (como se mencionó anteriormente) pero nunca publicados:
- Keyboard Videocart-1: Casino Poker
- Keyboard Videocart-2: Space Odyssey
- Keyboard Videocart-3: fútbol profesional

cartuchos oficiales que también existen:
- Democart 2

SABA  también lanzó algunos juegos compatibles diferentes de los cartuchos originales, se tradujo  Videocart 1 Tic-Tac-Toe a palabras alemanas, Videocart 3 se lanzó con diferentes abreviaturas (alemán), Videocart 18 gráficos modificados y lista alemana de palabras y SABA 20, un juego de ajedrez lanzado solo para SABA.
Un clon homebrew de Pac-Man para la Channel F fue lanzado en 2009.